# Siljan, Telemark
Siljan là một đô thị của hạt Telemark, Na Uy, được thành lập từ giáo khu Slemdal vào ngày 1 tháng 1 năm 1838. Đô thị này nằm ở Đông Bắc Skien và phía bắc giáp hạt Buskerud, phía đông giáp hạt Vestfold.

## Tên gọi
Đô thị này (ban đầu là một giáo khu) đã được đặt tên theo nông trang cũ Siljan (tiếng Na Uy cổ *Seljur), do nhà thờ đầu tiên đã được xây ở đó. Cho đến năm 1918, tên đô thị vẫn được gọi làSlemdal.

## Huy hiệu
Huy hiệu có hình 3 lưỡi cưa được sử dụng thập kỷ trước (1989).